# Horchata de chufa

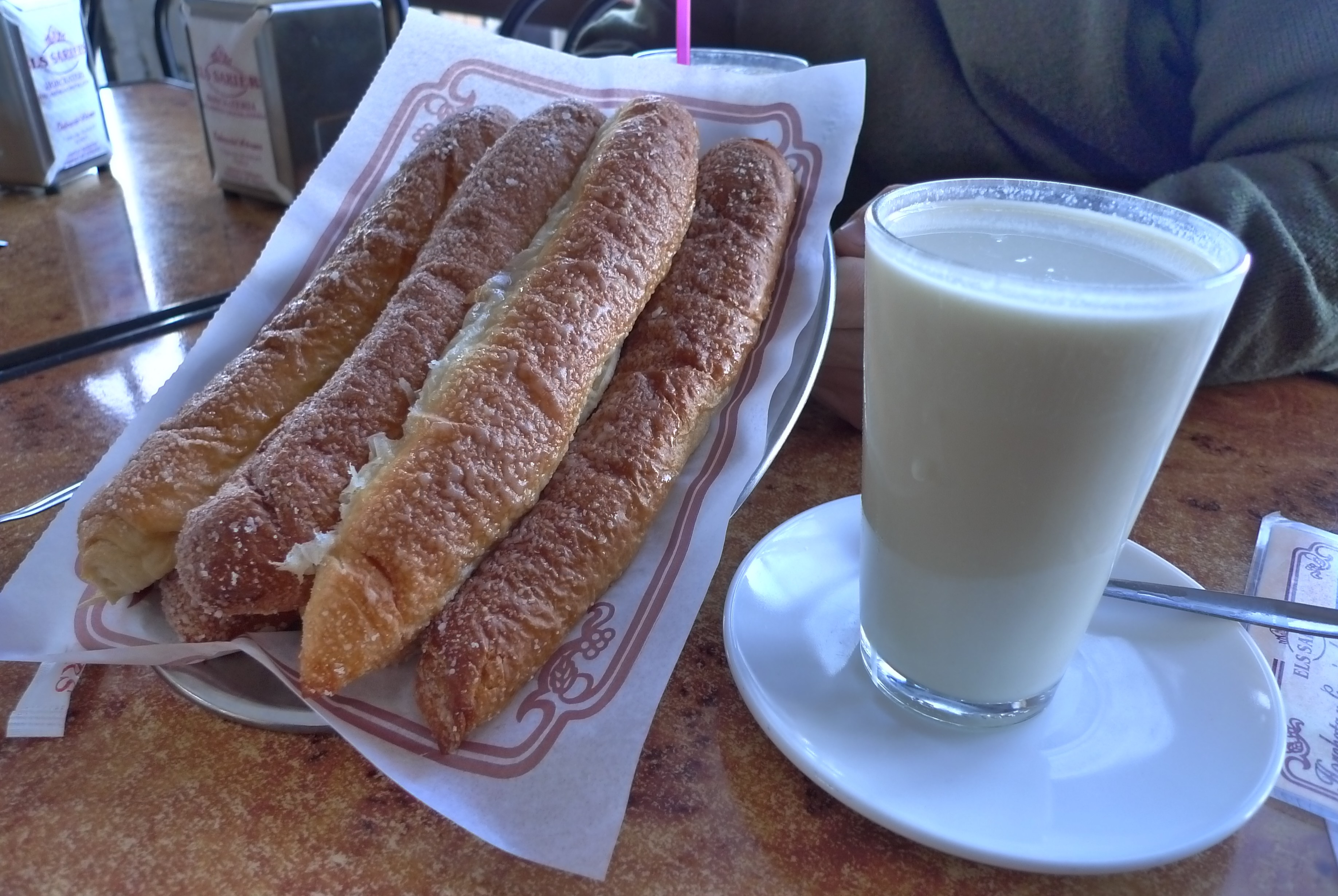
Verre d'horchata accompagné de fartons.

L'horchata de chufa (orthographe espagnole de l'expression orxata de xufa en valencien), qui se traduit parfois en français par « orgeat de souchet », est une boisson opaque et blanchâtre rappelant le lait (et donc souvent considéré comme une forme de lait végétal) par son aspect et sa couleur, élaborée à partir d'eau, de tubercules de souchet (chufa, en espagnol) et, le plus souvent, de sucre. Cette boisson est typique de la communauté valencienne, en Espagne, où elle est très populaire. Elle est parfois servie avec de la glace pilée (granizado). Elle se déguste traditionnellement avec des petits pains sucrés appelés fartons.

## Étymologie
Selon une légende à vocation commerciale, le nom serait dû à Jacques Ier d'Aragon qui aurait déclaré « Això és or, xata » (« Ceci est de l'or, petite ») à une fille qui lui offrit cette boisson,.
Cette étymologie fantaisiste a cependant été rectifiée par certains linguistes qui ont établi l'hypothèse plus crédible que le mot horchata a pu dériver du latin hordeatus (lui-même dérivé de hordeum), comme le mot espagnol hordiate, qui signifie « boisson d'orge »,. Le mot serait arrivé en espagnol par le biais du mozarabe, ce qui expliquerait la transformation consonantique en ch et le maintien du t, au lieu de l'évolution naturelle qui serait devenue orzada, de manière semblable à l'italien orzata.[Information douteuse]

## Histoire

### Origines: les diverses boissons appeléeshorchata
Le terme horchata désigne en espagnol plusieurs types de boissons à base de produits végétaux, principalement le souchet, mais aussi le riz, le sésame etc. Le sens du mot latin hordeata dont est dérivé horchata indique qu'il s'agissait initialement d'une préparation à base d'orge commune.
Au fil du temps, et à mesure que son utilisation se répandait dans d'autres parties du monde où les ingrédients n'étaient pas tous disponibles, l'orge a été remplacée par d'autres végétaux (des céréales, comme le riz et le maïs, des fruits, comme les amandes et les pistaches ou encore des graines, de melon, de pignon, de courge), ce qui donnait lieu à différents types d'horchata. Ce sont toutes des boissons d'apparence similaire caractérisées par leur couleur plus ou moins blanchâtre et laiteuse, bien qu'elles soient fabriquées avec des ingrédients et des procédés différents.
La première recette connue sous le nom d’horchata, dans une page manuscrite de 1748, était faite d'amandes, de graines de melon et de pignons de pin.
Divers auteurs perses et arabes mentionnent les vertus digestives, diurétiques et désinfectantes de la préparation médicinale obtenue à partir du souchet, cultivé depuis la plus haute Antiquité dans le monde arabe, notamment dans la région du Chouf, au Liban. On a également retrouvé des vases de souchet dans les tombes des pharaons d'Égypte.

### L’horchatade souchet

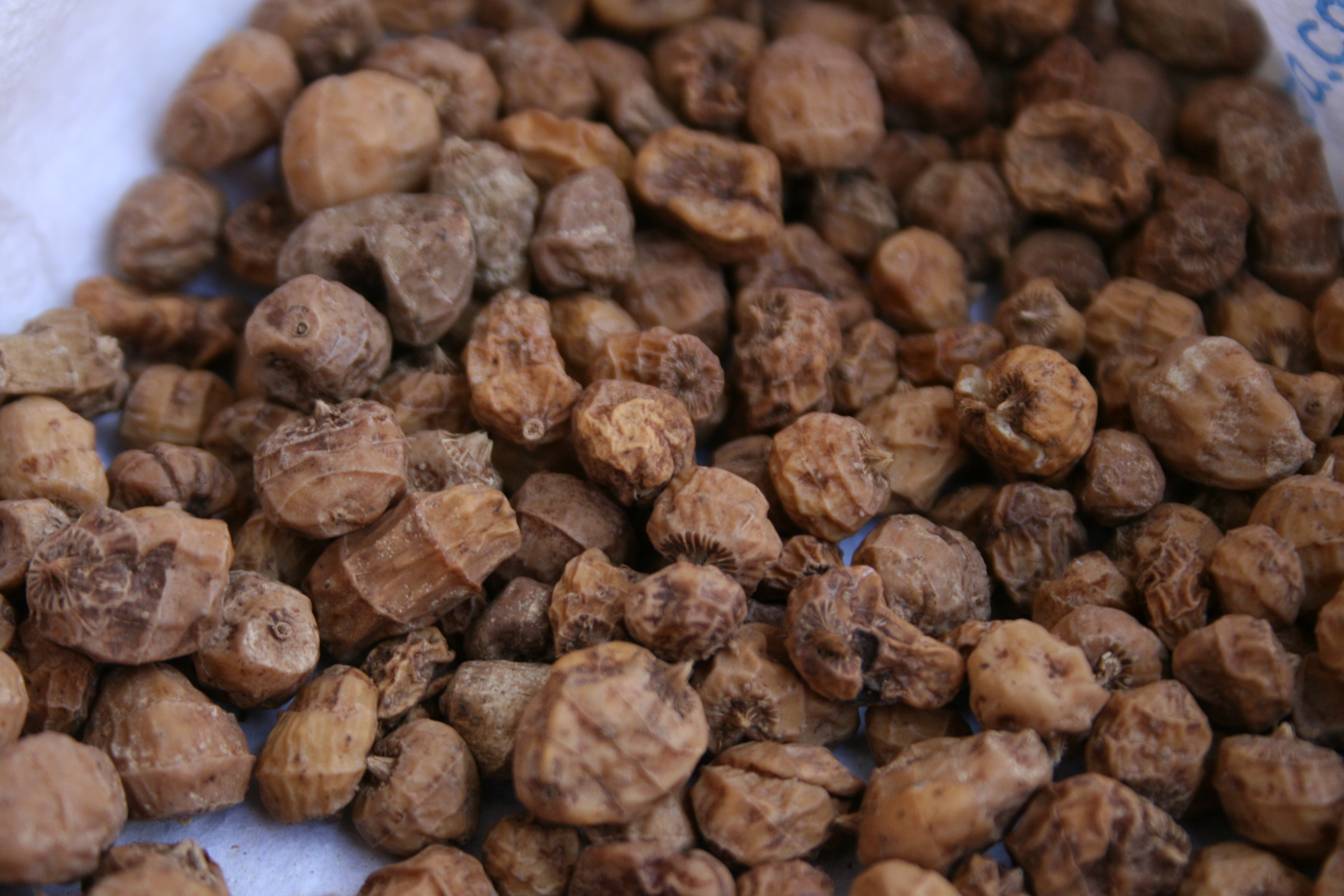
Tubercules du souchet comestible.

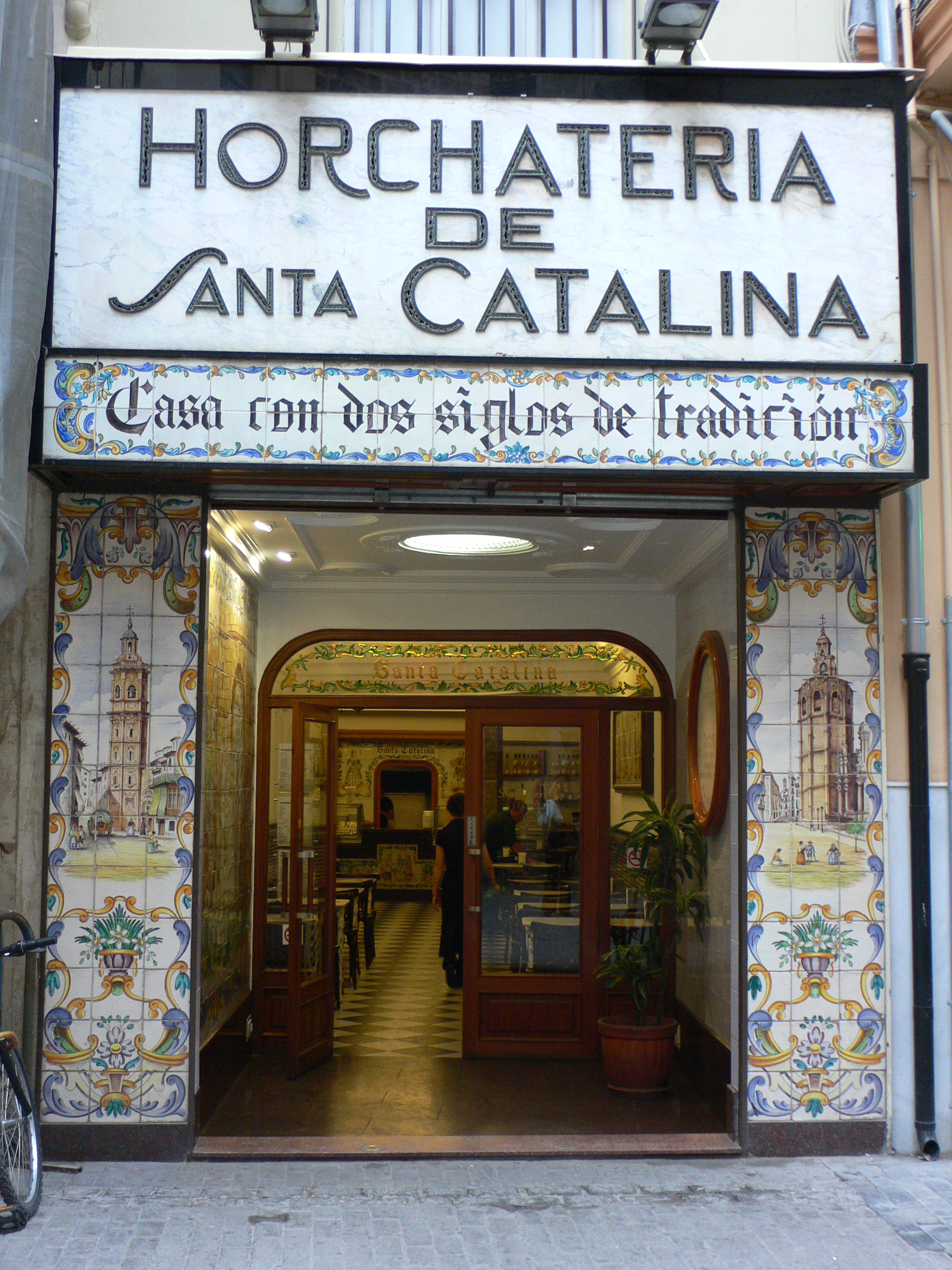
Horchatería valencienne typique.

Les premières traces de production de souchet en Espagne remontent au VIIIe siècle, lorsque les Arabes introduisent la culture du souchet dans la région de Valence, dont le sol sableux et le climat ensoleillé constituent un terrain idéal.
La première mention connue d'une recette d'horchata au souchet, moins coûteuse et donc plus populaire que celle aux amandes, remonte à la publication en 1762 du traité Flora española o Historia de las plantas que se crían en España de Joseph Quer.
Il existe depuis 1995 un conseil régulateur de la DO Chufa de Valencia de la communauté valencienne.
L’horchata reste une boisson appréciée. Elle est vendue en bouteille ou en brique dans le commerce de grande distribution. L’horchata fraîche est de meilleure qualité, et est proposée à la vente dans des débits appelés horchatería (es), une sorte de café ou de stand itinérant de boisson où l'on peut en consommer (ou en acheter à emporter) avec des fartons ou d'autres biscuits. Ces commerces n'ouvrent qu'à partir du début du printemps. Assez souvent, les horchaterías vendent également des glaces et des granizados (boissons fraîches à la glace pilée, ou « granités »).
L’horchata elle-même est servie parfois « granitée » sous le nom d’horchata granizada.

## Production

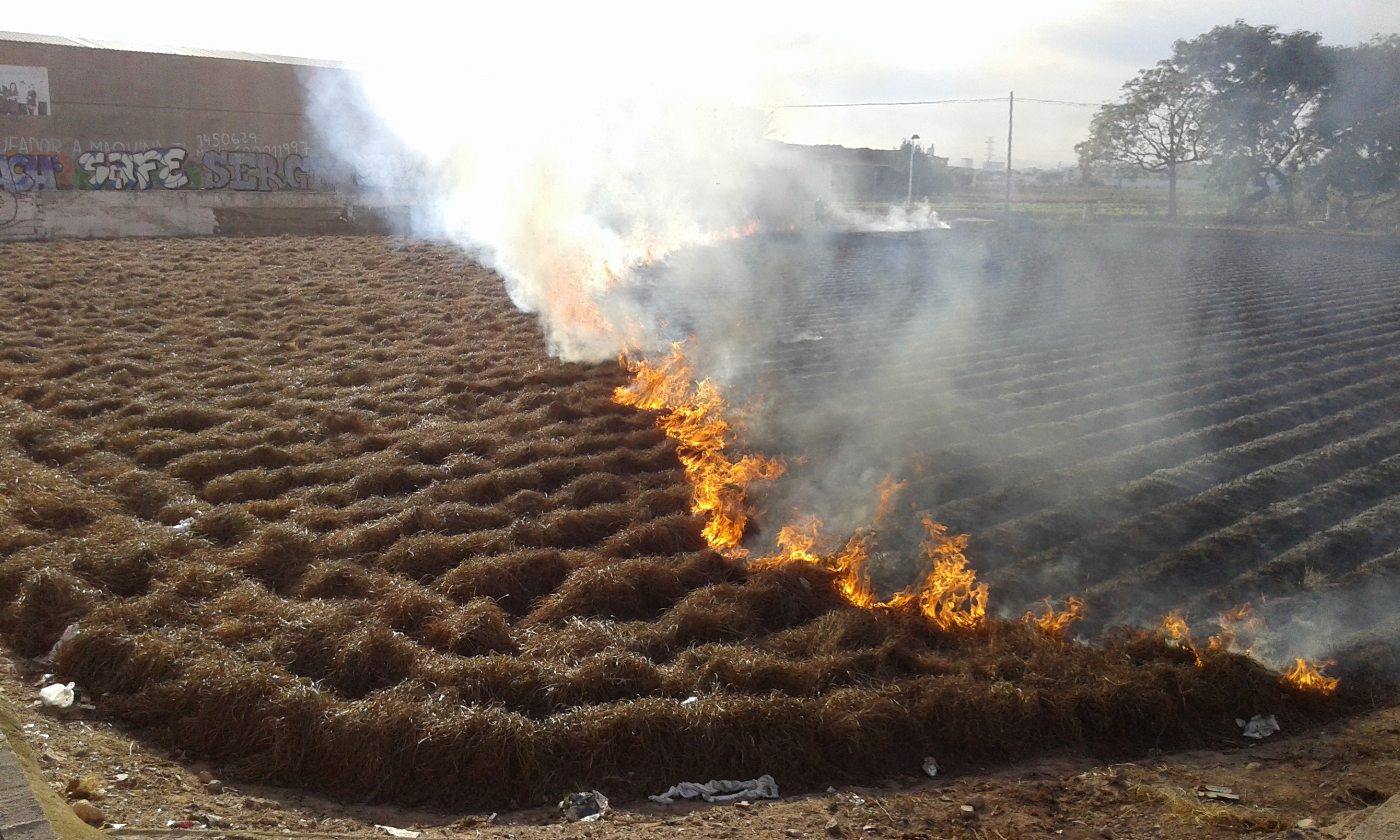
Le brûlis traditionnel des pailles de souchet, avant la récolte des tubercules, a été interdit depuis 2022 en Espagne.

Au moment de la récolte des souchets, jusqu'en 2021, on brûlait traditionnellement d'abord la paille, c'est-à-dire la partie aérienne de la plante qui a séché, jusqu'à ce que cette pratique soit interdite en Espagne,. Les petits tubercules de souchet sont ensuite extraits de la terre et lavés.
L'Espagne est le seul pays producteur d'Europe et premier producteur mondial d’horchata , avec une production annuelle variant entre 40 et 50 millions de litres, d'une valeur d'environ 60 millions d'euros ; l'entreprise valencienne Tigernuts Traders (ca) est également le premier importateur et exportateur mondial de souchet,,.

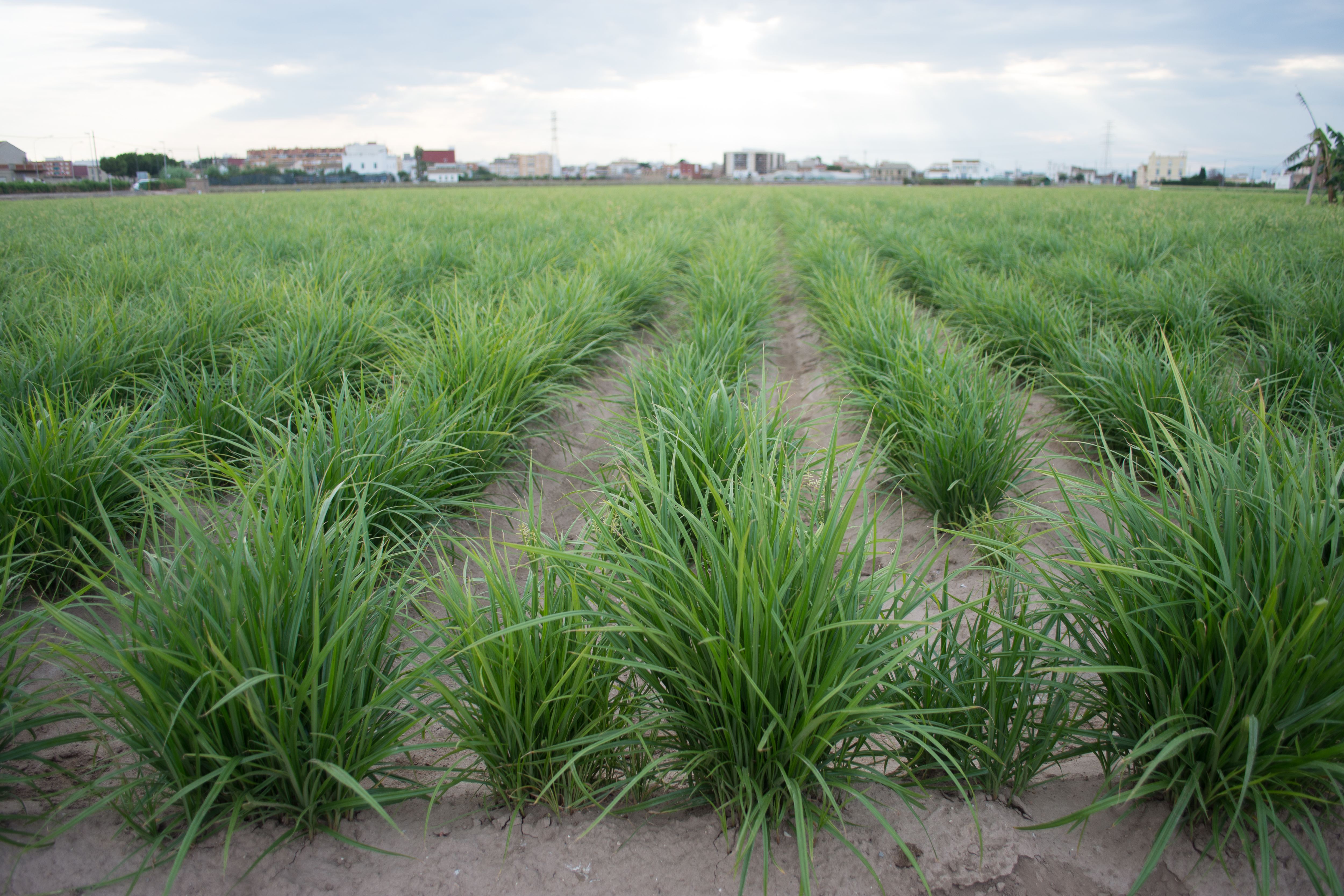
Champ de souchet à Almàssera, dans la province de Valence.

En Espagne, les principales zones de culture du souchet et de production artisanale d’horchata se concentrent dans la horta qui entoure la ville de Valence ; dans la horta nord, entre environ 4 000 et 6 000 hanegadas (es) (entre 300 et 500 hectares) ont été destinées à la culture du souchet au XXIe siècle. Pour l'obtention de la DO Chufa de Valencia (label d'appellation d'origine protégée), n'est autorisé que le souchet cultivé dans les communes Albalat dels Sorells, Alboraya, Albuixech, Alfara del Patriarca, Almàssera, Bonrepòs i Mirambell, Burjassot, Foios, Godella, Meliana, Moncada, Paterna, Rocafort, Tavernes Blanques, València et Vinalesa.
En 2011, le principal producteur d’horchata, Puleva du groupe Lactalis, a délocalisé la production de sa marque Chufi (es), auparavant dans la zone industrielle valencienne de Vara de Quart, vers son usine de Grenade.
En Afrique, dans le Sahel, se trouve la principale zone de production mondiale de souchet : le Niger, le Burkina Faso et le Mali en produisent autour de 10 000 tonnes par an, et exportent en Espagne une partie du souchet utilisé pour fabriquer l’horchata,. Un documentaire réalisé par le producteur de chufa Andoni Monforte Duart (fils du député Andoni Monforte Arregui (en)) a dénoncé les conditions de travail proches de l'esclavage des cultivateurs de souchet en Afrique,. Comme le souchet africain est une variété différente du souchet valencien, il n'a pas les mêmes qualités nutritionnelles et contient notamment 3 à 5 % de graisse en moins. L’horchata produite avec du souchet africain n'est pas censée pourvoir obtenir la DO Chufa de Valencia ; cependant, l'opacité des volumes importés (proches de ceux produits en Espagne selon Antonio Gimeno, président du conseil régulateur de la DO) et de leur utilisation ne permet pas aux consommateurs de le vérifier. Les horchatas sans DO sont très probablement produites avec au moins une partie de souchet africain.

## Composition et préparation

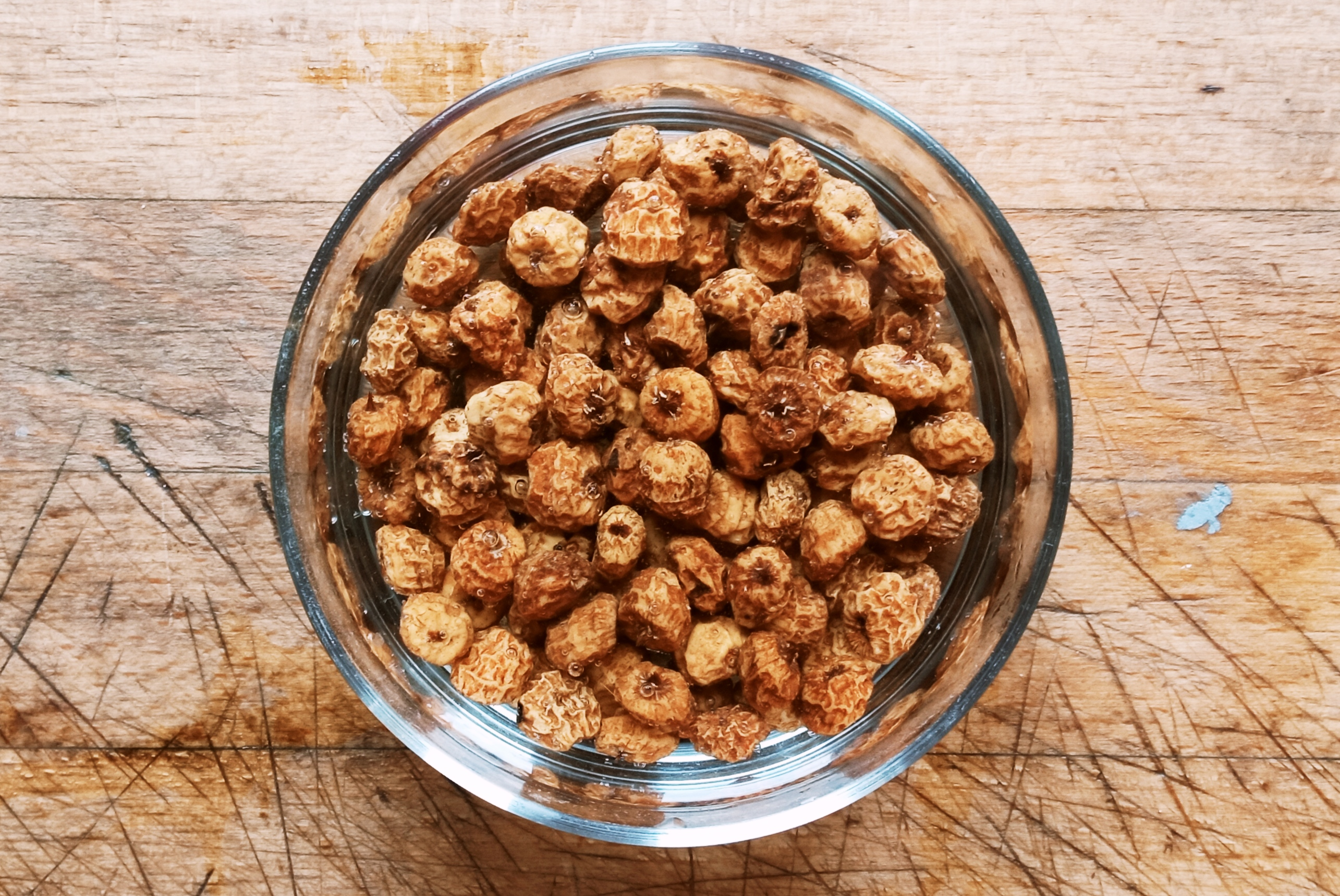
Trempage de tubercules de souchet.

L'élaboration de l’horchata commence par le lavage des tubercules et leur trempage entre vingt-quatre et quarante-huit heures,. On écrase ensuite les tubercules (traditionnellement, au moulin). On y ajoute trois litres d'eau par kilogramme de pâte de souchet, on la laisse macérer un temps, puis on presse et on filtre plusieurs fois le produit en la mélangeant à deux litres d'eau par kilogramme de souchet. Le processus s'achève par l'ajout de 100 à 150 grammes de sucre par litre et un ultime filtrage.
De rares producteurs et vendeurs d'horchata en proposent également sans sucre. Depuis 2019, la marque industrielle Chufi (es) produit une horchata dans laquelle le sucre a été remplacé par un édulcorant (E-955),.
Dans l’horchata industrielle, pour réduire les coûts de production, le jus de souchet peut être partiellement remplacé par des protéines de lait, comme c'est par exemple le cas de la plupart des produits de la marque Chufi (es) de l'entreprise valencienne Prado-Cervera (rachetée par Lactalis en 1999 via son groupe Alliance Agro-Alimentaire),, principal vendeur mondial d'horchata. Ce type de pratique est considéré comme une hérésie par les partisans de la recette traditionnelle qui la critiquent pour la modification de goût et de texture qu'elle occasionne, mais ces boissons n'en ont cependant pas moins l'aval du conseil régulateur de la DO Chufa de Valencia.
L’horchata est riche en minéraux (phosphore, calcium, magnésium, fer) et en vitamines (en particulier les vitamines C et E). Elle contient également de nombreuses enzymes qui facilitent la digestion. Sa haute valeur énergétique (100 kcal/100 g) en fait une bonne boisson énergétique. Elle ne contient pas de lactose, de sodium, de caséine ni de gluten.

## Tourisme

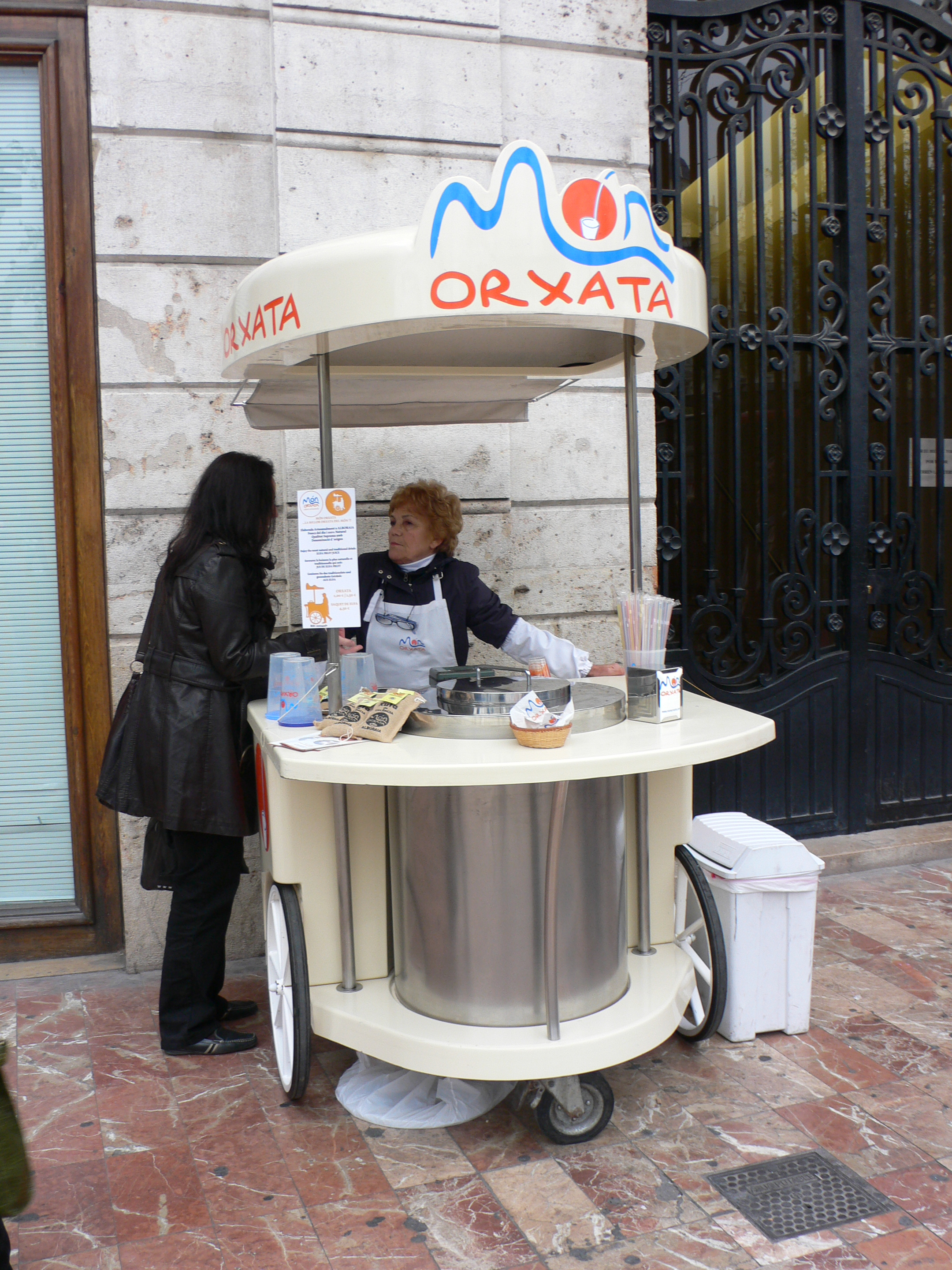
Vente ambulante d« orxata » dans les rues de Valence.

Un musée ethnographique de l’horchata et du souchet a été créé sur le domaine de la ferme El Machistre, à Alboraia,,, village qualifié parfois de « berceau de l’horchata » et où on peut visiter de nombreuses horchaterías,.
Depuis 2017, début juillet, les entreprises de production d'horchata organisent une fête de l'horchata et du souchet (appelée Dia de l’Orxata y la Xufa de València) à València ou Alboraia.

## Dans la culture populaire
En octobre 2009, le groupe rock américain Vampire Weekend sort une chanson intitulée Horchata sur son album Contra. La boisson y est citée plusieurs fois.